# Alekszej Nyikolajevics Tolsztoj
Alekszej Nyikolajevics Tolsztoj, (oroszul: Алексей Николаевич Толстой, Nyikolajevszk, Szamarai kormányzóság, 1883. január 10. – Moszkva, 1945. február 23.) orosz-szovjet író. Regényeket, novellákat, verseket, újságcikkeket írt. 1974-ben kisbolygót neveztek el róla 3771 Alexejtolstoj néven.

## Élete
1883. január 10-én született Nyikolajevszkben, a mai Pugacsovban. Arisztokrata családja közeli rokonságban állt Lev Tolsztojjal és Ivan Turgenyevvel is. Középiskolai tanulmányai után, 1901 és 1906 között a pétervári technológiai főiskolára járt, majd a drezdai főiskolán folytatta tanulmányait. Írói pályafutását szimbolista-népies verskötetekkel kezdte: Lirika (1907), A kék folyókon túl (1911). Ám az igazi irodalmi elismerést – a hanyatló nemesség válságát bemutató – kisregényei és elbeszélései hozták meg számára: Tolsztovo (1910), Volgántúl (1910), Vén hársfák alatt (1923). 1914-től 1916-ig haditudósítóként dolgozott. 1918-ban a családjával együtt Párizsba emigrált. Itt írta önéletrajzi kisregényét, az 1922-ben megjelent Nyikita gyermekkorát. 1923-ban hazatért a Szovjetunióba, ahol eleinte támadták, de hamarosan elismert író lett.
Hazájában a harmincas években egyre jobban elismerték, 1936-ban az Írószövetség elnökévé választották, 1937-ben a Legfelsőbb Tanács küldötte lett, 1939-ben elnyerte az akadémiai tagságot. 1945. február 23-án halt meg Moszkvában.

## Művei
- Lirika (versgyűjtemény, 1907)
- Szerelem (1916)[2]
- Nyikita gyermekkora (1921, magyarul: 1946)
- Aelita (1923, megfilmesítették[3][4]) Online változat a MEK-ben.[5]
- Ibikusz (1924)
- Regény a Marsról (1926)
- Garin mérnök hiperboloidja (1926)
- Első Péter (1929-34, Sztálin-díjat kapott 1941-ben)
- A Vurdalak család
- Emigránsok (1931)
- Aranykulcsocska, avagy Burattino kalandjai – mesekönyv (1936, magyarul: 1949)
- Golgota regénytrilógia. (Sztálin-díjat kapott 1943-ban) Online változat a MEK-ben. [6]
  - Nővérek (Сёстры) (1920-1921)
  - Ezerkilencszáztizennyolc (Восемнадцатый год) (1928)
  - Borús reggel (Хмурое утро) (1941)
- Egy hét Turenyevóban (posztumusz kiadás, 1958)

## Magyarul

### 1944-ig
- Alexej M. Tolstoj: Aëlita. Regény a Marsról; Légrády, Budapest, 1926
- gróf Tolsztoj Elek: A Mars asszonya. Fantasztikus regény, 1-3.; Tolnai Világlapja, Budapest, 1926 (Tolnai regénytára)
- Alekszéj Tolsztój: Péter cár napja. Három elbeszélés; ford. Haiman Hugó; Kner, Gyoma, 1928
- Alexej Tolstoj: Kálvária; ford. Görög Imre; Athenaeum, Budapest, 1937
- Nagy Péter. Történeti regény, 1-2.; bev. Trócsányi Zoltán; Dante, Budapest, 1938 (Korok és hősök regényei)
- Aleksej N. Tolstoj: Marslakók között; ford. Safáry Ferenc [Sándor Pál]; Lukáts, Budapest, 1943

### 1945–1989
- A nagy ütközet. Így láttuk mi; többekkel; Cserépfalvi, Budapest, 1945
- Orosz mesék; ford. Vera Milovidova; Cserépfalvi, Budapest, 1946
- Nikita gyermekkora. Regény; ford. Pártos Zoltán; Új Magyar Könyvkiadó, Budapest, 1946
- Gyönyörű asszony; ford. Makai Imre; bev. Gombos László; Dante, Budapest, 1947 (Dante új könyvtár)
- A kenyér. Caricin védelme; ford. Makai Imre; Szikra, Budapest, 1947
- Válogatott művei, 1-2.; ford. Lengyel József, Sarkadi Vilma; Új Magyar Könyvkiadó, Budapest, 1948 
  - A sánta herceg. Három kis regény
  - Ősi út. Elbeszélések
- Golgotha. Regénytrilógia; ford. Lányi Sarolta; Új Magyar Könyvkiadó, Budapest, 1948
- Aranykulcsocska; ford. Koltai Sándor; Új Magyar Könyvkiadó, Budapest, 1949
- Elbeszélések; ford. Kóbor Noémi; Új Magyar Könyvkiadó, Budapest, 1951 (Szépirodalmi kiskönyvtár)
- Kenyér. Caricin védelme; ford. Sándor László; Ragyanszka Skola, Kijev–Uzshorod, 1952 (Iskolai könyvtár)
- Iván Szudarjov elbeszélései; Arlus–Az Orosz Könyv, Bukarest, 1953 (Nagy írók kis könyvei)
- Emigránsok; ford. Devecseriné Guthi Erzsébet, Új Magyar Kiadó, Budapest, 1953
- I. Péter; ford. Németh László; Új Magyar Kiadó, Budapest, 1953
- Aelita. Regény; ford. Gács András; Új Magyar Kiadó, Budapest, 1954 (Olcsó könyvtár)
- A kérkedő nyúl; ford. Rab Zsuzsa; Ifjúsági, Budapest, 1955
- Nyikita gyermekkora. Regény; ford. Wessely László; Ifjúsági, Bukarest, 1955
- Ibikusz; ford. Wessely László; Új Magyar Kiadó, Budapest, 1955 (Olcsó könyvtár)
- Aranykulcsocska, vagy Burattino kalandjai; ford. Kerekes Elza; Kárpátontúli Területi Kiadó, Uzshorod, 1956
- Elbeszélések, 1-2.; ford. Lengyel József et al., utószó Hegedüs Géza; Új Magyar Kiadó, Budapest, 1956 (Szovjet írók válogatott művei)
- Derzsi Sándor: A répa. A. Tolsztoj meséje nyomán; in: Hamupipőke; Művelt Nép, Budapest, 1956 (Bábszínpad)
- Az aranykulcs vagy Buratino kalandjai; ford. Dobó Ferenc; Ifjúsági, Bukarest, 1957 (Kis iskolások könyve. Mesefonóka könyvtár)
- Garin mérnök hiperboloidja. Regény; ford. Tábor Béla; Európa, Budapest, 1957
- A répa; ford. Rab Zsuzsa; Móra Budapest, 1957
- Békakirálylány. Orosz népmesék; feldolg. Alekszej Tolsztoj, ford. Bajorné Makkfalvi Ella; Ifjúsági, Bukarest, 1965 (Mesetarisznya)
- Rakéta. Színmű; ford. Csoma Sándor; Színháztudományi Intézet, Budapest, 1967 (Világszínház)
- Kisregények, elbeszélések; ford. Brodszky Erzsébet et al; Európa, Budapest, 1968
- Cár vendége Kuzma; ford. Rab Zsuzsa; Móra, Budapest, 1972
- Aranykulcsocska, avagy Burattino kalandjai; ford. Kerekes Elza, versford. Sándor László; Móra, Budapest, 1975
- Az aranyos-tarajos kiskakas. Orosz népmese Alekszej Tolsztoj átdolgozásában; ford. Rab Zsuzsa; Móra, Budapest, 1976
- Szerelem / Ljubov'; ford. Brodszky Erzsébet, Wessely László; Európa, Budapest, 1980 (Janus-könyvek)
- Alekszej Tolsztoj 1883–1945; in: Szovjet Irodalom, 1983/1. sz.; Lapkiadó Vállalat, Budapest, 1983 – válogatás műveiből, dokumentumok, emlékezések
- Fagyos éjszaka. Válogatott elbeszélések; vál., szerk., jegyz. Tabák András, ford. Brodszky Erzsébet et al.; Zrínyi, Budapest, 1986 (Zrínyi-zsebkönyvek)
- A Vurdalak család; ford. Gyáros Erzsébet; Lapkiadó Vállalat, Budapest, 1986 (Fantasztikus történetek)

### 1990–
- A fánkocska; szöveg Dorota Skwark, rajz Artur Rajch, Alekszej Tolsztoj Egy bizonyos fánkocska története c. meséje alapján; Sunmedia Hungary, Budapest, 2004 (Mesél az erdő)
- Halálsugár. Garin mérnök hiperboloidja; rajz. Sebők Imre, szöveg Cs. Horváth Tibor, Alekszej Tolsztoj regénye nyomán; Gar-Wind Bt., Ócsa, 2007 (Sebők Imre munkái) – képregény
- Aranykulcsocska; Alekszej Tolsztoj meséjét átköltötte Gordana Maletić; Alexandra, Pécs, 2016